# Танатос
Та́натос, Та́нат, Фа́нат (др.-греч. Θάνατος, «смерть») — в греческой мифологии олицетворение смерти, сын Нюкты, брат-близнец бога сна и сновидений Гипноса. Живёт на краю света. Упоминается в «Илиаде» (XVI 454). Также был обманут Сизифом (тот приковал его к скале, но позже Танатоса освободил Арес).
Танатос обладает железным сердцем и ненавистен богам. Он единственный из богов, не любящий даров. Культ Танатоса существовал в Спарте.
Танатос чаще всего изображался крылатым юношей с погашенным факелом в руке или мечом, которым бог срезал прядь волос, высвобождая душу из тела. Изображён на ларце Кипсела как чёрный мальчик рядом с белым мальчиком Гипносом. Ему посвящён LXXXVII орфический гимн. Действующее лицо трагедии Еврипида «Алкестида» (в переводе Анненского «Демон Смерти»).

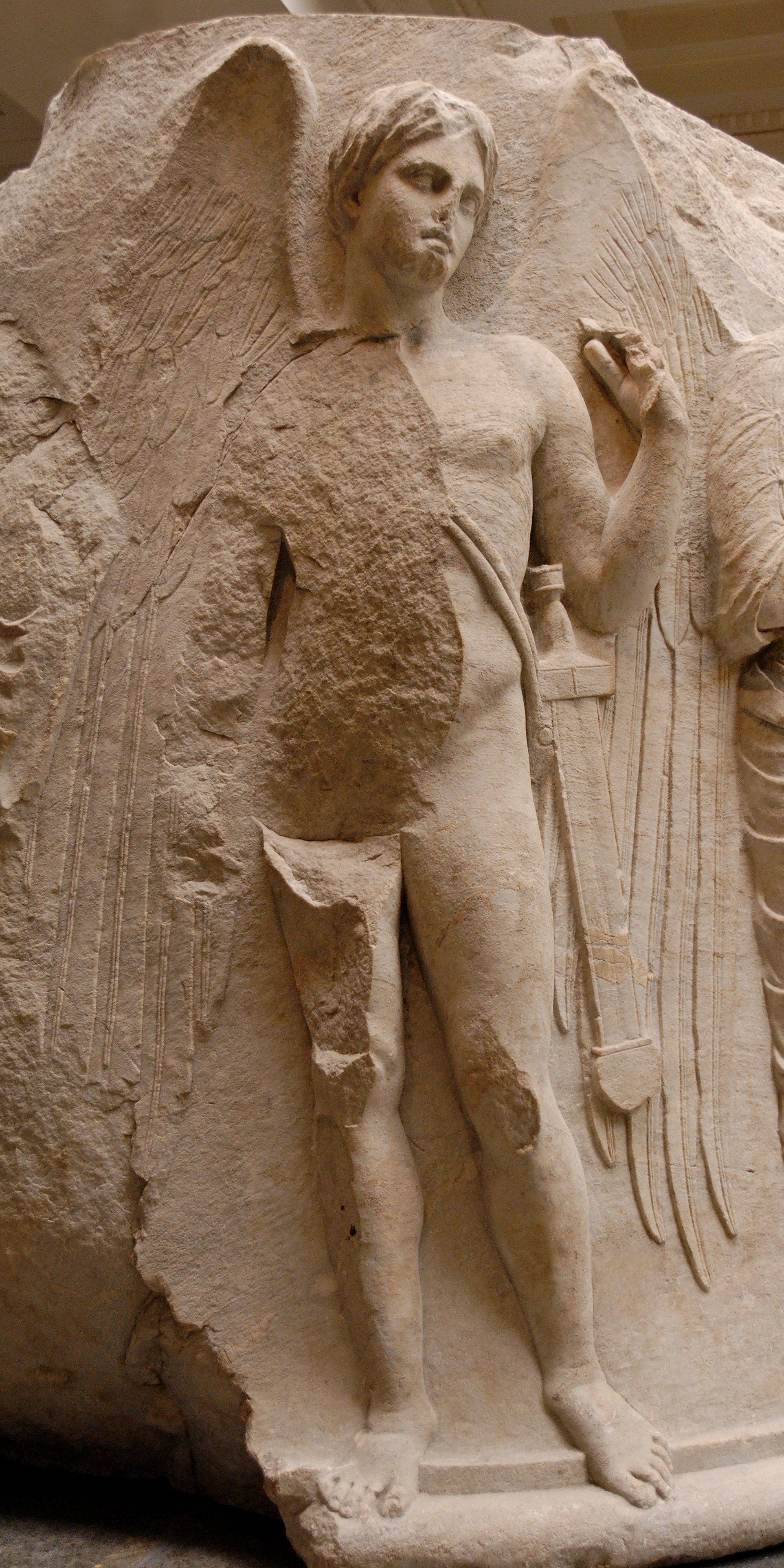
Танатос в образе крылатого юноши c мечами. Скульптурный мраморный барабан колонны из храма Артемиды в Эфесе, 325–300 гг. до н. э.

### Кинематограф
- Мультфильм Геракл у Адмета (1986).

### Компьютерные игры
- Выступает второстепенным персонажем в игре Hades, в которой периодически помогает главному герою.
- В Persona 3 выступает как название одной из Персон главного героя.
- Стартовый легион у главного героя игры Chaos Legion носит имя "Танатос".
- В God of War Ghost of Sparta пленил Деймоса — брата Кратоса.
- В Dislyte: Персонаж Офелия наделена силой Танатоса.
- В Honkai:Star Rail существует титан смерти что носит имя "Танатос"
- В модификации на игру Terraria - Calamity одного из трех боссов Экзо Механизмов называют Танатос. Он является усложненной версией Уничтожителя.